# Mazus spicatus
Mazus spicatus är en tvåhjärtbladig växtart som beskrevs av Eugène Vaniot. Mazus spicatus ingår i släktet Mazus och familjen Mazaceae. Inga underarter finns listade i Catalogue of Life.